# Baras
Baras é um município de  quarta classe de renda municipal (d) na província Rizal, nas Filipinas. De acordo com o censo de 1 de maio  de  2020 possui uma população de 87 637 pessoas e 21 208 domicílios.